# Sini platotschek

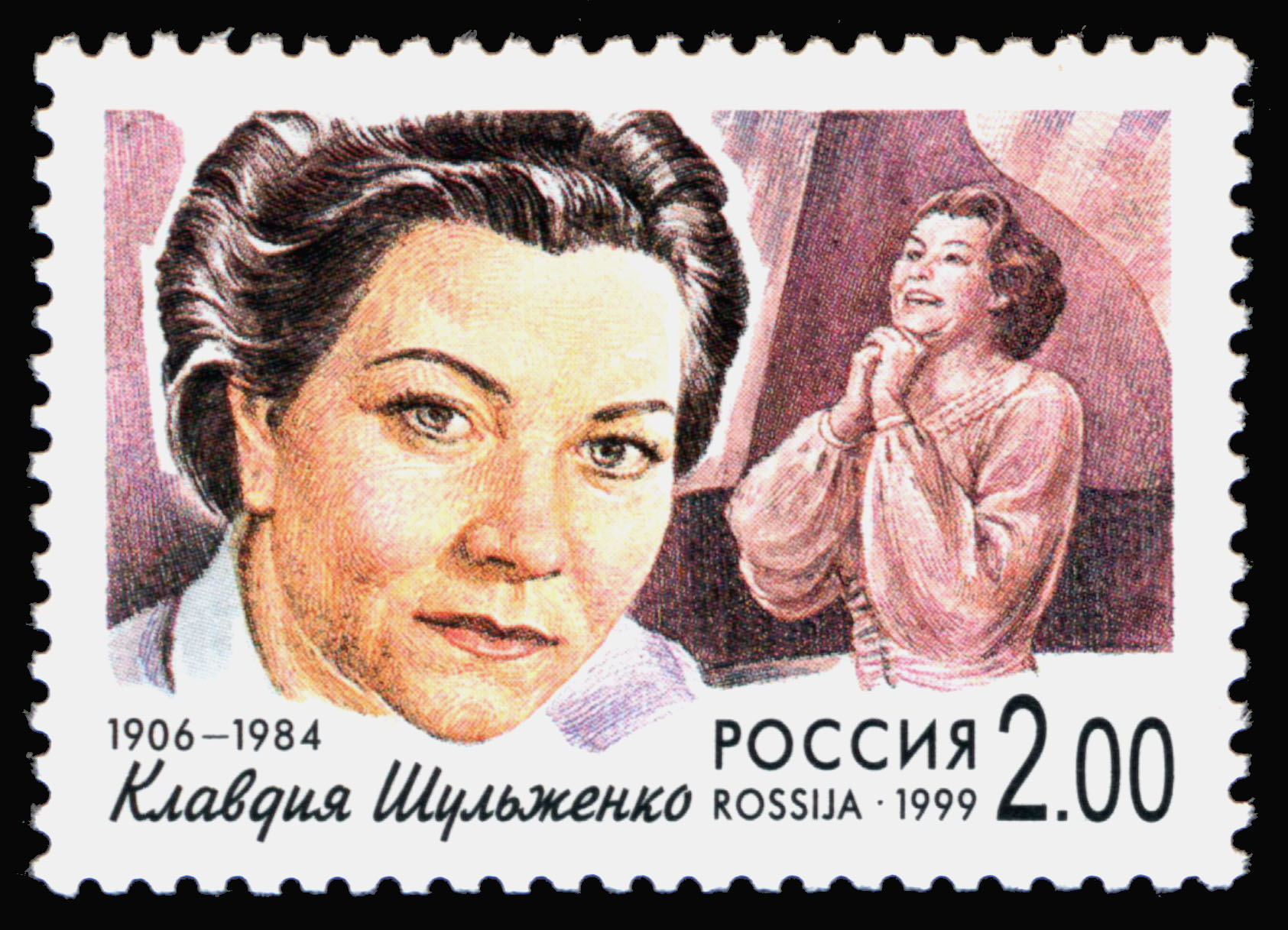
Russische Briefmarke (1999) mit Klawdija Schulschenko, Interpretin des Liedes

Sini platotschek (russisch Синий платочек, Betonung: Síni platótschek, Der blaue Schal) ist ein international bekanntes Liebeslied in Form eines Walzers, das 1940 von Jerzy Petersburski während seines Aufenthaltes in der UdSSR komponiert wurde.

## Geschichte und Inhalt
Der polnische Komponist Jerzy Petersburski, der sich in der Zwischenkriegszeit einen Namen als Schlagerkomponist und Verfasser von Filmmusiken gemacht hatte, komponierte die erste Fassung des Liedes kurz nach Ausbruch des Zweiten Weltkriegs im Jahre 1940, als er sich im damals sowjetisch besetzten Bialystok aufhielt. Der ursprünglich polnische Liedtext, verfasst von Stanislaw Laudan (um 1912–1992), wurde von Jakob (Kuba) Goldenberg-Galitzki (1891–1963) ins Russische übersetzt. Nach Beginn des Großen Vaterländischen Krieges errang Das blaue Taschentuch in der Sowjetunion landesweite Popularität. Als eines der bekanntesten Beispiele für Estrada-Musik wurde das Lied von erfolgreichen Sängerinnen und Sängern wie Klawdija Schulschenko, Lidija Ruslanowa, Isabella Jurjewa und Wadim Kosin vor Soldaten der Roten Armee vorgetragen. Im Frühling 1942 wurde der ursprüngliche Text von Michail Maksimow, einem Bekannten von Schulschenko und Offizier der Roten Armee, umgedichtet und erhielt nun eine kriegerische Färbung, die K. Schulschenko im sowjetischen Kriegsfilm Konzert an der Front (1942) vortrug. Im weiteren Kriegsverlauf wurde der Liedtext in lyrischen, humorvollen oder auch satirischen Fassungen weiter bearbeitet.
Der israelische Dichter Avraham Shlonsky übersetzte das russische Gedicht ins Hebräische. Auch in Israel genoss Tchol hamitpachat („Das Blau des Taschentuchs“) jahrzehntelange Beliebtheit und wurde von unterschiedlichen Interpreten wie Elisa Gabbai, Arik Einstein, Chocolate Menta Mastik und Arik Sinai aufgenommen.
In seiner ursprünglichen Fassung schildert das Lied den unfreiwilligen Abschied des Ich-Erzählers von seiner Geliebten und den gegenseitigen Treueschwur bei der letzten Begegnung: „Dann hast du zu mir gesagt: / Nein, unsere Begegnung / werde ich auf ewig nicht vergessen.“ In der sowjetischen Fassung von 1942 kommt auch die mit dem blauen Taschentuch verknüpfte Erinnerung auf dem Schlachtfeld an die Geliebte zur Sprache.